# Riccardo III (film 1995)
Riccardo III (Richard III) è un film del 1995 diretto da Richard Loncraine, che ambienta l'omonima tragedia di Shakespeare negli anni trenta del Novecento, in un'immaginaria Inghilterra che dopo la Guerra delle Due Rose (450 anni dopo la loro effettiva collocazione temporale), cade, ad opera delle trame di Riccardo III, sotto una dittatura di stampo fascista, caratterizzata dalle camicie nere e l'architettura Stile Novecento.

## Trama
Inghilterra, agli inizi del 1930, la sanguinosa guerra civile fra la casa regnante Lancaster ed il ramo cadetto York culmina con l'uccisione del re Enrico VI e del suo erede Edoardo, principe di Galles; solo la di lui consorte, Anna, gli sopravvive. Con la sconfitta dei Lancaster il trono passa quindi al ramo di York, rappresentato da Edoardo, duca di York, che diviene Edoardo IV.
Edoardo è marito di Elisabetta e padre di Edoardo, suo erede immediato, Riccardo e Elisabetta. Egli ha anche due fratelli: Giorgio, duca di Clarence e lo storpio Riccardo, duca di Gloucester.
Riccardo ha messo a punto un piano per eliminare il Re e tutti i suoi legittimi eredi. Dopo aver tramato per far dapprima cadere in disgrazia il Duca di Clarence e successivamente eliminarlo per mezzo di fidi sicari, ne comunica la morte a Edoardo IV che, sconvolto per l'assassinio e già malato, muore d'infarto.
Riccardo ha creato un piccolo gruppo di cospiratori (tra cui il machiavellico Duca di Buckingham). Con la morte del re, l'erede legittimo è il principe di Galles, Edoardo, che però è ancora minore per cui la reggenza è esercitata da Riccardo, in qualità di fratello del defunto re, con il titolo di Lord Protettore. Riccardo fa venire a Londra Edoardo insieme al fratellino Riccardo. I due vengono relegati nella torre del castello, sostanzialmente prigionieri dello zio. Riccardo passa poi ad ordinare l'uccisione di Lord Rivers, il fratello di Elisabetta, a gettare discredito sulla regina vedova ed a insinuare che i due figli del defunto Re sono in realtà illegittimi e quindi esclusi dalla successione. Alla fine i due ragazzi, su ordine di Riccardo, vengono strangolati dal suo sicario di fiducia, Sir James Tyrell. La riluttanza del Primo Ministro Lord Hastings a sostenere la pretesa di Riccardo alla corona fa infuriare Riccardo al punto che inventa false accuse di tradimento contro Hastings, che viene condannato a morte per impiccagione.
Il giovane Enrico, conte di Richmond, insieme a un gruppo di soldati, si riunisce per ostacolare Riccardo ormai senza controllo, con il sostegno di Lord Stanley, del Duca di Buckingam e di Cecilia, duchessa di York, madre di Riccardo, che venuta a conoscenza dei terribili crimini del figlio lascia l'Inghilterra per la Francia.
Intanto Riccardo, dopo avere tentato senza successo di sposare la cognata Elisabetta, spera di sposarne la figlia adolescente. Una notte, il Re riceve la visita dei fantasmi delle persone che ha ucciso e che gli predicono l'imminente morte. Il giorno dopo, infatti, il Conte di Richmond, insieme ad un esercito composto da duemila uomini, si scontra vittoriosamente in battaglia con l'esercito fedele a Riccardo. Quest'ultimo, rimasto solo, tenta invano di fuggire inseguito da quest’ultimo. 
 L'inseguimento si sposta in cima al tetto di un edificio, intorno al quale gli uomini di Richmond stanno facendo piazza pulita dei propri nemici e sotto il quale è in corso un incendio. Riccardo, pur di non cadere nelle mani di Richmond, preferisce suicidarsi gettandosi dal tetto. 
 Richmond cerca inutilmente di sparargli, ma ormai è troppo tardi. L'ultima scena mostra Riccardo III che cade ridendo dal tetto sulle note di "I'm sitting on the top of the World" di Al Jolson, per poi essere inghiottito simbolicamente dalle fiamme sottostanti.

## Premi e riconoscimenti
- 1996 - Premio Oscar
  - Nomination Migliore scenografia a Tony Burrough
  - Nomination Migliori costumi a Shuna Harwood
- 1996 - Golden Globe
  - Nomination Miglior attore in un film drammatico a Ian McKellen
- 1997 - Premio BAFTA
  - Migliore scenografia a Tony Burrough
  - Migliori costumi a Shuna Harwood
  - Nomination Miglior film britannico
  - Nomination Miglior attore protagonista a Ian McKellen
  - Nomination Migliore sceneggiatura non originale a Ian McKellen e Richard Loncraine
- 1996 - Festival di Berlino
  - Orso d'argento per il miglior regista a Richard Loncraine (ad ex aequo con Yim Ho per Tai yang you er)
  - Nomination Orso d'oro
- 1996 - European Film Award
  - Miglior attore a Ian McKellen